# 2016年6月逝世人物列表
2016年逝世人物列表：1月 - 2月 - 3月 - 4月 - 5月 - 6月 - 7月 - 8月 - 9月 - 10月 - 11月 - 12月
2016年6月逝世人物列表，是用于汇总2016年6月期间逝世人物的列表。

## 依日期排序

### 30日
- 杰弗里·希爾（Geoffrey Hill），84歲，英國詩人。[1]
- 戈登·默里（英语：Gordon Murray (puppeteer)）（Gordon Murray），95歲，英國人偶師和電視製片人。[2]
- 羅騰祥，101歲，香港大家樂集團第一任主席及創辦人之一[3]。
- 陳雲裳（Nancy Chan），96歲，1940年代中國電影皇后[4]

### 29日
- 許家屯，100歲，前新華社香港分社社長。[5]
- 奧喬·馬杜埃奎（Ojo Maduekwe），71歲，尼日利亞政治人物，前尼日利亞外交部長（英语：Minister of Foreign Affairs (Nigeria)）。[6]
- 瓦西利·斯利帕（英语：Vasyl Slipak），41歲，烏克蘭歌劇歌手，中槍身亡。[7]

### 28日
- 利蘭·巴德韋爾（Leland Bardwell），94歲，愛爾蘭詩人、小說家和劇作家。[8]
- 佐伦·蒂普顿（Zurlon Tipton），26歲，美國美式足球運動員（印第安纳波利斯小马），死於意外槍傷。[9]

### 27日
- 吳世種（韓語：오세종），33歲，韩国男子短道速滑运动员，死於車禍。[10]
- 埃爾默·卡拉瓦霍（Elmer Cravalho），90歲，美國政治人物，前夏威夷州众议院議長與茂宜縣縣長。[11]
- 佩爾·古默森-霍姆葛林（英语：Pelle Gudmundsen-Holmgreen），83歲，丹麥作曲家，死於癌症。[12]
- 畢·斯潘塞 (Bud Spencer)，86歲，義大利著名演員、游泳運動員。
- 阿尔文·托夫勒（Alvin Toffler），87歲，美國未来学家。[13]
- 赖俊祥，46岁，台湾生物学家，失足坠崖身亡。[14]

### 26日
- 金成珉（韓語：김성민），43岁，韓國男演員，自殺身亡。[15]
- 妮可·庫爾塞（英语：Nicole Courcel），84歲，法國女演員。[16]
- 羅斯季斯拉夫·揚科夫斯基（英语：Rostislav Yankovsky），88歲，白俄羅斯電影和舞台藝術家、蘇聯人民藝術家。[17]

### 25日
- 雷蒙德·貝特曼（Raymond Bateman），88歲，美國政治人物，前新泽西州参议院議長。[18]
- 特懷斯登男爵帕特里克·梅休（Patrick Mayhew, Baron Mayhew of Twysden），86歲，英國大律師及政治人物，前北愛爾蘭事務大臣。[19]
- 朱莉·普拉維基（Julie Plawecki），54歲，美國政治人物，前密歇根州众议院議員。[20]
- 比尔·坎宁汉（英語：Bill Cunningham），87岁，美国时尚街拍摄影师，死於中风。[21]
- 哈尔·里尔（英語：Hal Lear），81岁，美国篮球运动员。[22]
- 朱铁志，56岁，中国杂文家，《求是》杂志副总主编，自缢身亡。[23]
- 藤森昭一（日語：藤森 昭一），89歲，日本前宮內廳長官。死於敗血症。[24]

### 24日
- 夏尔·沙伊纳（英语：Charles Chaynes），90歲，法國作曲家。[25]
- 格雷格·皮爾斯（Greg Pierce），66歲，澳洲聯盟式橄欖球球員和隊長，死於癌症。[26]
- 阎同茂，94岁，中国原北京军区副司令员兼北京卫戍区司令员，中将。[27]
- 伯尼·吳瑞爾（英语：Bernie Worrell），72歲，非裔美國鍵盤手，知名於身為美國放克音樂集合體百樂門-放克瘋的創始成員。肺癌病逝。[28]

### 23日
- 金雅琴，91岁，中国话剧、影视剧演员。死於癌症。[29]
- 許志傑，37歲，香港消防處消防隊目，在淘大工業村迷你倉大火中殉職。[30]
- 邁克·弗林（英语：Mike Flynn (editor)）（Mike Flynn），48歲，美國網上記者和保守派活動家。[31]
- 邁克爾·赫爾（Michael Herr），76歲，美國作家和編劇（《金甲部隊》、《现代启示录》）。[32]

### 22日
- 瓦西里·博奇卡廖夫（英语：Vasily Bochkaryov），67歲，俄羅斯政治人物，前俄羅斯聯邦委員會奔萨州議員。[33]
- 安傑伊·孔德拉迪克（英语：Andrzej Kondratiuk），79歲，白俄羅斯裔波蘭電影導演、編劇、演員和攝影師。[34]
- 约翰·威廉·阿什（英語：John William Ashe），61岁，安提瓜和巴布达政治人物，曾任联合国大会主席。[35]
- 林仲桓，32歲，國立清華大學物理所博士生，發現新二維材料「鍺烯」材料，死於車禍。[36]

### 21日
- 張耀升，30歲，香港消防處高級消防隊長，在淘大工業村迷你倉大火中殉職。[37]
- 卡爾達·拉斯（Karl Dallas），85歲，英國記者、作家和活動家。[38]
- 傑克·富勒（Jack Fuller），69歲，美國記者和出版商，死於癌症。[39]
- 鳩山邦夫（日語：鳩山 邦夫），67歲，日本政治人物，前首相鳩山由紀夫之胞弟，曾任總務大臣、法務大臣及眾議員等職，十二指腸潰瘍。[40][41]
- 吴桂苓，78歲，中国北京人民艺术剧院一级演员。[42]
- 伊淑英，91歲，中国著名支前模范、最后一位“沂蒙六姐妹”。[43]

### 20日
- 貝努娃特·葛胡（英语：Benoîte Groult），96歲，法國記者、作家和女權活動家。[44]
- 埃內斯托·馬塞達，81歲，菲律賓政治人物，前菲律賓參議院議長（英语：President of the Senate of the Philippines）和專欄作家，死於多重器官衰竭。[45]
- 里奇·奧利夫（英語：Rich Olive），66歲，美國政治人物，前艾奥瓦州参议院議員，死於癌症。[46]
- 郎兆新，83岁，中国学者，中国石油大学（北京）原石油工程学院教授。[47]

### 19日
- 安東·葉爾欽（英語：Anton Viktorovich Yelchin），27岁，俄裔美国演员，死於车祸。[48]
- 韩善续，79岁，中国演员，病逝。[49]
- 何藩，84歲，香港攝影師、導演，死於肺炎[50]。
- 里卡多·奧布雷貢·卡諾（英语：Ricardo Obregón Cano），99歲，阿根廷政治人物，前科爾多瓦省省長（英语：Governor of Córdoba）。[51]
- 諾伯特·塞瑞奧爾特（Norbert Thériault），95歲，加拿大政治人物，前新不倫瑞克省議會與加拿大參議院議員。[52]
- 黃沛潔，40歲，台灣資深模特兒。家中去世。[53]

### 18日
- 吴建民，77岁，前中华人民共和国外交官，曾任外交学院院长以及驻荷兰、法国等国及国际组织大使，死於车祸。[54]
- 保羅·考克斯（英语：Paul Cox），76歲，荷蘭出生的澳洲電影導演，死於肺癌。[55]
- 柯特·霍夫斯塔（英語：Curt Hofstad），70歲，美國政治人物，前北达科他州众议院議員，死於心臟病發。[56]
- 基蒂·羅德斯（英語：Kitty Rhoades），65歲，美國政治人物，前威斯康星州眾議院（英语：Wisconsin State Assembly）議員。[57]
- 松本雄吉（松本 雄吉），69歲，日本表演藝術家、維新派劇團創辦人。[58]
- 上田毅八郎（上田毅八郎），95岁，日本海洋船舶画家。[59]

### 17日
- 魯本·阿吉雷（英语：Rubén Aguirre），82歲，墨西哥演員，死於肺炎。[60]
- 巴德·格雷戈里（Bud Gregory），90歲，加拿大政治人物。[61]
- 王亭又，41歲，台灣資深模特兒。死於突發動脈血管瘤破裂。[62]
- 符浩，100歲，中华人民共和国外交部原党组成员、副部长，中国前驻越南、日本大使[63]
- 王思潮，77歲，中国科学院紫金山天文台研究员、行星天文学家、UFO專家，死於脑溢血[64][65]。

### 16日
- 比爾·伯克森（英语：Bill Berkson），76歲，美國詩人與藝術評論家，死於心臟病發。[66]
- 乔·考克斯（英語：Jo Cox），41岁，英国工党籍政治人物，下议院国会议员，遇刺身亡。[67]
- 韋恩·多德（英語：Wayne Dowd），74歲，美國政治人物，前阿肯色州參議院議員，死於癌症。[68]
- 安鍵·杜塔（英语：Anjan Dutta），64歲，印度政治人物。[69]

### 15日
- 索马瓦沙·阿马拉辛哈（英语：Somawansa Amarasinghe），73歲，斯里蘭卡政治人物，前人民解放阵线黨魁。[70]
- 米洛拉德·曼迪奇（英语：Milorad Mandić），55歲，塞爾維亞演員。[71]
- 壽志郎（日語：寿 志郎），48歲，日本身障繪師，知名作品《火爆玫瑰》。[72]
- 胡绳武，93岁，中国历史学家。[73]

### 14日
- 貢敏，85歲，台灣劇作家、導演，國立國光劇團藝術總監。[74]
- 白川由美（日語：白川 由美），79歲，日本演員。[75]
- 羅尼克·萊爾·愛德華茲（Ronnie Claire Edwards），83歲，美國女演員。[76]
- 塞繆爾·蒙本蓋圭（Samuel Mumbengegwi），73歲，津巴布韋政治人物，前財政部長。[77]
- 周宗鲁，88岁，台湾矿工、牧师[78]。

### 13日
- 金基衡（朝鲜语：김기형 (1925년)），90歲，韓國工程師和政治人物。[79]
- 托尼·拜恩（英语：Tony Byrne (footballer, born 1946)）（Tony Byrne），70歲，愛爾蘭足球運動員（南安普顿）。[80]
- 羅伯特·T·潘恩（英语：Robert T. Paine (zoologist)）（Robert T. Paine），83歲，美國生態學家，死於血癌。[81]
- 刘北辰，82岁，中国政治人物，原云南省人大常委会副主任。[82]

### 12日
- 阿都拉阿末，83岁，马来西亚政治人物、《新海峡时报》前总编辑，在敦阿都拉萨和马哈迪·莫哈末掌政的年代极具影响力。死于癌症[83]。
- 劉展灝，66歲，香港工業總會名譽會長、香港生產力促進局主席、運年錶業集團董事總經理，死於心臟病。[84]
- 劉小華，56歲，原中共廣東省委副秘書長、原湛江市委書記，上吊自殺身亡。[85]
- 乔治·沃伊诺维奇（George Voinovich），79岁，美国政治人物，前俄亥俄州参议员。[86]
- 厄爾·費森（Earl Faison），77歲，美國美式足球運動員（圣迭戈闪电）。[87]
- 埃林·奧爾蒂斯（英语：Elín Ortíz），81歲，波多黎各演員和製片人，死於腦退化症。[88]
- 李志勳爵（Lord Leach of Fairford），82歲，英國銀行家及政治家，與怡和集團關係密切。[89]
- 陈因，95岁，中国书法家、画家，天津美术学院院长。[90]
- 寇庆延，105岁，中国共产党广东省顾问委员会主任，曾参加过二万五千里长征的老红军。[91]
- 肖碧波，47歲，深圳鹽田區保密局女局長，墮橋身亡。[92]
- 刘东藩，87岁，中国辽宁军区原政委，少将。[93]

### 11日
- 魯迪·阿爾蒂希（英语：Rudi Altig），79歲，德國單車選手，1962年環西自行車賽（英语：1962 Vuelta a España）冠軍，死於癌症。[94]
- 斯泰西·卡斯托（Stacey Castor），48歲，美國殺人犯。[95]
- 黄铁良，79岁，中国相声表演艺术家，死於心肌梗塞。[96]

### 10日
- 亞歷克斯·戈萬（Alex Govan），86歲，蘇格蘭足球運動員（普利茅斯、伯明翰）。[97]
- 德里克·威爾遜（Derek Wilson），93歲，新西蘭建築師和環保人士。[98]
- 戈迪·豪（英語：Gordie Howe），88岁，加拿大著名冰球运动员。[99]
- 克里斯蒂娜·圭密（英語：Christina Grimmie），22歲，美国歌手，美国之声第六季季军。遭枪击送医不治身亡。[100][101]

### 9日
- 邁克爾·巴德沙羅（Michael Baldasaro），67歲，加拿大教派領袖（宇宙教會（英语：Church of the Universe））與黨派候選人（大麻黨（英语：Marijuana Party (Canada)）），死於癌症。[102]
- 伯納德·施里姆斯利（Bernard Shrimsley），85歲，英國報紙編輯（《太陽報》、《世界新闻报》）。[103]
- 徐颂陶，78岁，中华人民共和国人事部副部长。[104]
- 薛君度，94岁，美籍华裔历史学家。[105]

### 8日
- 薩沙·萊萬多夫斯基（英语：Sascha Lewandowski），44歲，德國足球經理人（勒沃库森、柏林联盟）。[106]
- 卡哈尔·马赫卡莫夫，84歲，塔吉克斯坦政治人物，前總統。[107]

### 7日
- 安伯·古隆（英语：Amber Gurung），78歲，尼泊爾音樂家和作曲家，尼泊尔国歌《唯一百花盛开的国度》的曲作者。[108]
- 格雷厄姆·拉蒂默（Graham Latimer），90歲，新西蘭毛利人領袖和政治人物。[109]
- 肖恩·卢克斯（Sean Rooks），46岁，美国NBA联盟前职业球员（洛杉矶湖人）、教练员，死於心脏病。[110]
- 湯瑪斯·柏金斯（英语：Thomas Perkins (businessman)），84歲，美國實業家、創投資本家，所經營的創投公司曾參與投資Google及亞馬遜等科技公司。[111]
- 朱开轩，84岁，原国家教育委员会主任、党组书记。[112]
- 史蒂芬·凯西（英語：Stephen Keshi），54岁，尼日利亚国家足球队教练，死於心脏病。[113]

### 6日
- 劉述先，82歲，台灣哲學家、新儒家代表學者。[114]
- 維克多·科爾奇諾伊（俄語：Ви́ктор Корчно́й），85歲，瑞士（前蘇聯）國際象棋大師。[115][116]
- 施予仁（英語：Bartley Schmitz），98歲，美國籍台灣天主教神父、耕莘醫院創辦人。[117][118]
- 阿亞茲·賈尼（英语：Ayaz Jani），巴基斯坦詩人和記者，48岁。[119]
- 彼得·謝弗爵士（Sir Peter Shaffer），90歲，英國劇作家（《戀馬狂》）。[120]

### 5日
- 大衛·吉爾（英语：David Gilkey），50歲，美國全國公共廣播電台記者，在阿富汗遇襲身亡。[121][122]
- 扎比胡拉·塔瑪那（Zabihullah Tamanna），38歲，阿富汗人，大衛·吉爾奇的隨行翻譯，在阿富汗遇襲身亡。[121][122]
- 馬諾哈爾·艾希（英语：Manohar Aich），104歲，印度健美先生，環球健美先生（英语：Universe Championships）。[123]
- 杰罗姆·布鲁纳（Jerome Bruner），100歲，美國心理學家。[124]
- 杨培新，94岁，中国经济学家，香港《文汇报》创始发行人。[125]
- 約翰·梅迪，73岁，美国物理学家。[126]

### 4日
- 豪拉斯·伊什特萬（英语：István Halász），64歲，匈牙利足球運動員（陶陶巴尼奧、沃绍什、國家隊）。[127]
- 安蒂·許呂（英语：Antti Hyry），84歲，芬蘭作家。[128]
- 卡尔曼·佩雷拉（葡萄牙語：Carmen Pereira），79岁，几内亚比绍唯一一位女总统（1984年，代理），非洲历史上第一位女性国家元首。[129]
- 李起敏，73岁，中国文艺理论家、书画家、音乐美学家、诗人，中央音乐学院音乐学系教授。[130]

### 3日
- 曾庆元，90岁，中国桥梁专家，中国工程院院士。[131]
- 穆罕默德·阿里（Muhammad Ali），74岁，原名小卡修斯·馬塞勒斯·克萊（Cassius Marcellus Clay Jr.），美国拳击手，死於呼吸道疾病。[132]
- 倫納德·馬爾尚（Leonard Marchand），82歲，加拿大政治人物，前環境部部長（英语：Minister of Environment and Climate Change (Canada)）、众议院議員，第一位加拿大原住民內閣閣員。[133]
- 約瑟夫·米歇爾（英语：Joseph Michel (politician)）（Joseph Michel），90歲，比利時政治人物，前比利時眾議院議長。[134]
- 路易斯·薩羅姆，24岁，西班牙摩托车手，车祸身亡。[135]

### 2日
- 湯姆·基博爾（英語：Tom Kibble），83歲，英國物理學家。[136]
- 鄭珍（朝鲜语：정진 (1941년)），74歲，韓國演員。[137]
- 唐尼·埃弗雷特（英语：Donny Everett），19歲，美國棒球運動員，淹死。[138]
- 弗雷迪·沃亭（英语：Freddie Wadling），64歲，瑞典創作歌手。[139]
- 阿爾文·J·德格羅（英語：Alvin J. DeGrowg），90歲，美國政治人物，前密歇根州參議院議員。[140]

### 1日
- 王瑞，85歲，台灣演員，曾獲1991年金鐘獎男主角獎、1997年男配角獎、2014年迷你劇集男主角獎，急性心肺衰竭。[141][142]
- 格里戈里·奧布雷賈（英语：Grigore Obreja），48歲，羅馬尼亞獨木舟運動員。[143]
- 哥西·班本叻（英语：Kosit Panpiemras），73歲，泰國銀行家（盤谷銀行）及前副總理，死於癌症。[144]
- 李洪林，91歲，中宣部理論局前副局長，病逝。[145]
- 于宁，62岁，原中华全国律师协会会长，死於心脏病。[146]
- 陶礼明，63岁，中国邮政储蓄银行原行长，死於心脏病。[147]
- 王金璐，97岁，中国京剧表演艺术家，中国戏曲学院表演系教授，病逝[148]。
- 王金陵，88岁，中国俄苏文学翻译家，中国人民大学文学院教授。[149]